# Mirae (гурт)
Mirae (кор. 미래소년; стилізується як MIRAE) — південнокорейський бой-бенд, створений у 2021 році під керівництвом DSP Media. Гурт складається з семи учасників: Ліан, Лі Джун Хьок, Ю До Хьон, Кхаель, Сон Дон Пхьо, Пак Сі Йон і Чан Ю Бінь. Mirae дебютували 17 березня 2021 року, випустивши свій перший мініальбом Killa.

## Назва
Гурт називається MIRAE, що означає «майбутнє». Корейською мовою 미래소년 означає «майбутні хлопчики». Логотип містить корейські ієрогліфи, з яких складається назва гурту. Назва була натхненна їхніми цілями — досягнення нового майбутнього K-pop. «Future Boys» означає, що це ім'я, яке підходить для групи, яка представлятиме та очолить нове майбутнє K-Pop. 4 приголосні, ㅁㄹㅅㄴ, у назві їхньої групи корейською мовою оформлені у ідеальний шестикутник.

## Кар'єра

### До дебюту
До дебюту групи учасники Сон Дон Пьо та Лі Джун Хьок брали участь у Produce X 101. Сон Дон Пхьо посів шосте місце, ставши членом X1 до їхнього розформування в січні 2020 року. Кхаель і Пак Сі-Янг були колишніми учасниками шоу Under Nineteen.
31 січня 2020 року DSP Media оголосила про запуск офіційних облікових записів, включаючи Twitter і V Live, для свого майбутнього хлопчачого гурту DSP N.

### 2021: дебют ізKillaтаSplash
Опівночі 1 лютого 2021 року DSP N оголосили через своє фан-кафе, що вони будуть носити назву MIRAE. Водночас було опубліковано відеоролик з офіційним логотипом разом із відкриттям їхніх офіційних акаунтів у соціальних мережах.
22 лютого DSP Media оголосили, що гурт готується до дебюту. 2 лютого Пак Сі Йон був представлений як перший учасник нового гурту, за ним Лі Джун Хьок — 3-го, Ліан — 4-го, Сон Дон Пхьо — 5-го, Чан Ю Бін на 6-го, Кхаель на 7-го та Ю До Хюн на 8-го. Мініфільм про гурт вийшов 9 числа.
17 березня вони випустили свій перший мініальбом Killa.
Наступного дня гурт дебютував на сцені M Countdown Mnet. Їхнє дебютне музичне відео набрало понад 10 мільйонів переглядів, а мініальбом було продано понад 26 000 копій протягом першого тижня після дебюту, що принесло їм прізвисько «Суперпочатківці 2021».
25 серпня вони випустили свою другий мініальбом Splash.

### 2022:Marvelous, Ourturn
12 січня вони випустили свій третій мініальбом Marvelous.
28 вересня вони випустили свій четвертий мініальбом Ourturn.

## Учасники
Адаптовано з профілю Naver і профілю веб-сайту.
| Сценічний псевдонім | Сценічний псевдонім | Сценічний псевдонім | Справжнє ім'я | Справжнє ім'я | Справжнє ім'я      | Дата народження            | Позиція у гурті                                           |
| Українською         | Латиницею           | Хангилем            | Українською   | Латиницею     | Хангилем / кандзі  | Дата народження            | Позиція у гурті                                           |
| ------------------- | ------------------- | ------------------- | ------------- | ------------- | ------------------ | -------------------------- | --------------------------------------------------------- |
| Лі Джунхьок         | Lee Junhyuk         | 이준혁              | Лі Джунхьок   | Lee Junhyuk   | 이준혁             | 16 травня 2000 (24 роки)   | Лідер, головний танцюрист, ведучий репер                  |
| Ліан                | Lien                | 리안                | Шімада Шою    | Shimada Shouu | 시마다 쇼 / 嶋田翔 | 11 березня 1998 (27 років) | Головний вокаліст                                         |
| Ю Дохьон            | Yoo Dohyun          | 유도현              | Ю Дохьон      | Yoo Dohyun    | 유도현             | 25 грудня 2000 (24 роки)   | Ведучий вокаліст                                          |
| Кхаель              | Khael               | 카엘                | Лі Санмін     | Lee Sang Min  | 이상민             | 18 січня 2002 (23 роки)    | Головний репер, саб-вокалітс, ведучий танцюрист, продюсер |
| Сон Донпхьо         | Son Dongpyo         | 손동표              | Сон Донпхьо   | Son Dongpyo   | 손동표             | 9 вересня 2002 (22 роки)   | Ведучий танцюрист, саб-вокаліст                           |
| Пак Сійон           | Park Siyoung        | 박시영              | Пак Сійон     | Park Siyoung  | 박시영             | 6 травня 2003 (21 рік)     | Головний танцюрист, саб-репер, саб-вокаліст               |
| Чан Юбін            | Jang Yubin          | 장유빈              | Чан Юбін      | Jang Yubin    | 장유빈             | 10 червня 2004 (20 років)  | Саб-вокаліст, саб-репер, макне                            |

## Дискографія

### Мініальбоми
| Назва             | Деталі мініальбому | Пікові позиції у чартах | Пікові позиції у чартах | Продажі                                  |
| Назва             | Деталі мініальбому | KOR                     | JPN                     | Продажі                                  |
| ----------------- | --- | ----------------------- | ----------------------- | ---------------------------------------- |
| Killa             | - Реліз: 17 березня 2021 - Лейбл: DSP Media - Формат: CD, цифрове завантаження Трек-лист 1. «We Are the Future» 2. «Killa» 3. «Higher» 4. «Swagger» 5. «Sweet Dreams» 6. «1 Thing»                    | 9                       | —                       | - Південна Корея: 30,221                 |
| Splash            | - Реліз: 25 серпня 2021 - Лейбл: DSP Media - Формат: CD, цифрове завантаження Трек-лист 1. «Splash» 2. «Bang-Up» 3. «New Days» 4. «Don't Stop» 5. «#Secret» (비밀) 6. «Sugar»                         | 5                       | —                       | - Південна Корея: 49,900                 |
| Marvelous         | - Реліз: 12 січня 2022 - Лейбл: DSP Media - Формат: CD, цифрове завантаження Трек-лист 1. «Future Land» 2. «Marvelous» 3. «Juice» 4. «Final Cut» 5. «Amazing» (소름) 6. «Dear My Friend» (일곱페이지) | 4                       | 20                      | - Південна Корея: 49,560 - Японія: 2,341 |
| Ourturn           | - Реліз: 28 вересня 2022 - Лейбл: DSP Media - Формат: CD, цифрове завантаження Трек-лист 1. «Drip N' Drop» 2. «Welcome to the Future» 3. «Daydreamin'» 4. «What Are You Doing?» 5. «Falling Stars»    | 8                       | —                       | - Південна Корея: 49,188                 |
| Boys Will Be Boys | - Реліз: 19 липня 2023 - Лейбл: DSP Media - Формат: CD, цифрове завантаження, стриминг | 12                      | —                       | - Південна Корея: 33,190                 |

### Сингли
| Назва                                                                           | Рік  | Пікові позиції у чартах | Альбом    |
| Назва                                                                           | Рік  | KOR Down.               | Альбом    |
| ------------------------------------------------------------------------------- | ---- | ----------------------- | --------- |
| «Killa»                                                                         | 2021 | —                       | Killa     |
| «Splash»                                                                        | 2021 | —                       | Splash    |
| «Marvelous»                                                                     | 2022 | 122                     | Marvelous |
| «Drip N' Drop»                                                                  | 2022 | 174                     | Ourturn   |
| «—» релізи, що не потрапили у чарт або не були випущені у відповідних регіонах. |      |                         |           |

## Відеографія

### Музичні кліпи
| Назва          | Рік  | Режисер(и) | Прим.  |
| -------------- | ---- | ---------- | ------ |
| «Killa»        | 2021 | Kim Ziyong | [ 38 ] |
| «Splash»       | 2021 | Zanybros   | Н/Д    |
| «Marvelous»    | 2022 | Zanybros   | Н/Д    |
| «Drip N' Drop» | 2022 | Н/Д        | Н/Д    |

## Фільмографія

### Реаліті-шоу
| Рік  | Назва         | Мережа          | Нотатки     |
| ---- | ------------- | --------------- | ----------- |
| 2021 | We Are Future | V Live, YouTube | Реаліті-шоу |
| 2021 | KILLA MT      | V Live, YouTube | Реаліті-шоу |
| 2021 | MIRAE City    | YouTube         | Реаліті-шоу |

## Нагороди та номінації
| Нагорода                       | Рік  | Категорія                        | Номінант/робота | Результат   | Прим.  |
| ------------------------------ | ---- | -------------------------------- | --------------- | ----------- | ------ |
| Asia Artist Awards             | 2021 | Male Idol Group Popularity Award | «Mirae»         | У шортлисті | [ 39 ] |
| Asia Artist Awards             | 2021 | U+ Idol Live Popularity Award    | «Mirae»         | Номінація   | [ 40 ] |
| Brand of the Year Awards       | 2021 | Rookie Male Idol Award           | «Mirae»         | Номінація   | [ 41 ] |
| Golden Disc Awards             | 2022 | Rookie of the Year Award         | «Mirae»         | Номінація   | [ 42 ] |
| Hanteo Music Awards            | 2021 | Rookie Award — Male Group        | «Mirae»         | Номінація   | [ 43 ] |
| Korea First Brand Awards       | 2022 | Male Rookie Idol Award           | «Mirae»         | Перемога    | [ 44 ] |
| Mnet Asian Music Awards        | 2021 | Best New Male Artist             | «Mirae»         | Номінація   | [ 45 ] |
| Mnet Asian Music Awards        | 2021 | Artist of the Year               | «Mirae»         | Номінація   | [ 45 ] |
| Mnet Asian Music Awards        | 2021 | Album of the Year                | Splash          | Номінація   | [ 45 ] |
| Mnet Japan Fan's Choice Awards | 2021 | Male Rookie of the Year          | Mirae           | Перемога    | [ 46 ] |
| Seoul Music Awards             | 2022 | Rookie of the Year               | Mirae           | Номінація   | [ 47 ] |
| Seoul Music Awards             | 2022 | Popularity Award                 | Mirae           | Номінація   | [ 47 ] |
| Seoul Music Awards             | 2022 | K-wave Popularity Award          | Mirae           | Номінація   | [ 47 ] |